# Закрытые станции Пекинского метрополитена
В Пекинском метрополитене существуют две станции, которые закрыты для пассажиров. Данная ветка метро является продолжением первой линии Пекинского метрополитена. Два станции располагаются на запад от станции Пингоюань, конечной станции линии 1. Так, станция Пингоюань имеет порядковый номер 103, а не 101, хотя официально является первой на линии 1.
Длина ветки около 4 км. В конце линии есть соединение с железной дорогой.

## Станции

### Фушоулин (Техникум) (№ 52/102)

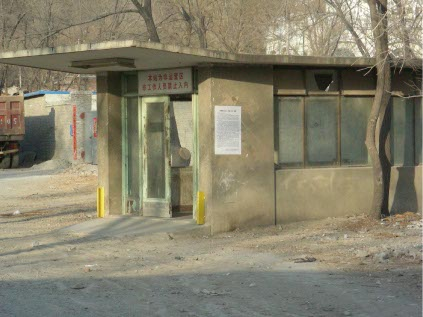
Вход на станцию Фушоулин

Станция мелкого заложения с двумя боковыми платформами. На ней имеется 4 пути: 2 из них тупиковые и 2 продолжаются дальше.
Находится около техникума машинистов метро. Ранее имелась возможность зайти на станцию, с июля 2009 года три входа станции забетонированы, на четвёртом установлены решётки и он охраняется. Единственная из трёх станций, которая первоначально планировалась для гражданского использования и даже указывалась на картах 1982 года. 
Координаты: 39°56′17.78″N, 116°9′52.73″E.

### Станция Гаоцзин/Такай (№ 53/101)
Станция мелкого заложения с одной островной платформой. Платформа относительно узкая. Перед станцией расположено оборотное кольцо для оборота поездов.
Расположена в Западных холмах Пекина (Пекинский военный округ).
Координаты: 39°56’53.05"N, 116° 8’35.46"E.